# کینا: پل ارواح
کینا: پل ارواح (انگلیسی: Kena: Bridge of Spirits) یک بازی ویدئویی اکشن-ماجراجویی است که توسط امبرلب ساخته و منتشر شده‌است. این بازی در سپتامبر سال ۲۰۲۱ برای مایکروسافت ویندوز، پلی‌استیشن ۴ و پلی‌استیشن ۵ منتشر شده‌است. در این بازی از سامانه دوربین مجازی استفاده شده‌است. داستان بازی روایت دختر جوانی به نام کِینا (Kena) است به عنوان هدایت‌گر ارواحی که نمی‌توانند به دنیای پس از مرگ حرکت کنند، شناخته می‌شود. این ارواح به دلایلی نظیر گناه نابخشودنی یا کار ناتمام به کمک کینا برای انتقال به دنیای پس از مرگ نیاز دارند.
کینا: پل ارواح با موتور بازی آنریل انجین ۴ ساخته شده‌است.